# Warner Sallman
Warner Elias Sallman (Chicago, Estados Unidos, 30 de abril de 1892 — 25 de maio de 1968) foi um pintor e ilustrador norte-americano de Chicago, mais conhecido por suas obras de imagens religiosas cristãs. Sua obra de maior renome foi seu retrato de Jesus, Cabeça de Cristo, de 1940, do qual mais de meio bilhão de cópias foram vendidas. Em1994, o jornal americano The New York Times o chamou de "artista mais conhecido do século".

## Biografia
Sallman nasceu em Chicago, em 30 de abril de 1892, filho de pais de ascendência sueca e finlandesa. Sua família frequentava a Igreja Evangélica da Aliança, sendo que, em sua infância, Sallman ficou bastante impressionado com uma reprodução de "Cristo Diante de Pilatos", de Mihály Munkacsy, que decorava o altar da igreja. 
Warner desenvolveu suas habilidades como artista enquanto trabalhava como aprendiz em estúdios locais e frequentava o Instituto de Arte de Chicago durante a noite.  No instituto, se tornou protegido de Walter Marshall Cluett, um ilustrador de jornal conhecido por seu trabalho durante a Guerra Hispano-Americana. Até que pudesse abrir seu próprio estúdio, se filiou a estúdios locais. 
O artista se casou com Ruth Edith Anderson em 31 de maio de 1916, em Chicago. 
Warner faleceu em Chicago, em 25 de maio de 1968, aos 76 anos. 

## Pinturas
Sallman se tornou mais conhecido pela criação de Cabeça de Cristo, pintada em 1940. Mais de 500 milhões de cópias foram vendidas e são usadas em igrejas de diversas denominações cristãs, bem como para uso devocional privado.
Uma vasta coleção de suas obras originais, incluindo Cabeça de Cristo, é atualmente propriedade da Universidade Anderson . A Warner Press, braço editorial da Igreja de Deus em Anderson, Indiana, detém os direitos autorais e de distribuição de todas as imagens da Warner Sallman.

### Cabeça de Cristo
Em uma noite no início de 1924, Sallman estava tendo dificuldades para criar uma ilustração para a capa de uma edição especial da revista de sua igreja, The Covenant Companion. Desesperançado quanto à entrega da tarefa, cujo prazo era o dia seguinte, o artista foi para a cama. Segundo lembrou mais tarde, "de repente, apareceu na minha mente uma imagem de Cristo, como se estivesse na minha prancheta". Warner então se levantou e criou um esboço a carvão, que chamou de O Filho do Homem.
A Cabeça de Cristo, criada a partir do original de 1924 no ano de 1940, foi reproduzida mais de 500 milhões de vezes, e apareceu em quadros de avisos de igrejas, calendários, pôsteres, marcadores de página, cartões de oração, folhetos, botões, adesivos e papelaria. Além disso, dezenas de milhares de cópias do tamanho de carteira foram distribuídas para militares durante a Segunda Guerra Mundial, tornando esta a obra mais significativa e famosa de Sallman. 

### A Ascensão de Cristo
Sallman foi também o autor de uma obra menos conhecida, chamada A Ascensão de Cristo . Esta pintura, que acredita-se ser a maior já feita pelo artista, pertence e está localizada na Igreja da Primeira Aliança, na cidade de Iron Mountain, Michigan, medindo 6 metros de largura por 7 metros de altura. A obra foi criada por Warner dentro de uma grande sala de reunião no campus da Universidade Park College, em Chicago, antes de ser enviada, dividida em dois grandes rolos, para Iron Mountain, onde os homens da igreja a instalaram na parede acima do coro. Sallman foi até Iron Mountain para dar os retoques finais à pintura, e também compareceu à inauguração da Igreja da Primeira Aliança, em maio de 1952.
Sallman nomeou os onze apóstolos na pintura (da esquerda para a direita): Tiago, o menor; Filipe; Mateus; Tadeu; Tiago, o mais velho, filho de Zebedeu; Tomé, o cético; João, irmão de Tiago; André, irmão de Simão Pedro; Simão Pedro, agora pastor do rebanho; Simão, o Zelote; Bartolomeu. A figura completa de Cristo pode ser vista de qualquer elevação ao entrar na igreja.

### Outras obras
Sallman também é conhecido por sua interpretação da popular imagem Cristo batendo à porta do coração, A Ascensão de Cristo, e por diversas outras imagens populares produzidas por ele entre os anos de 1942 e 1950.

## Leitura relacionada
- Lundbom, Jack R  (2015) Master Painter: Warner E. Sallman (Wipf and Stock;  Eugene, Oregon) ISBN 978-1498223416
- Morgan, David (1996) Icons of American Protestantism: The Art of Warner Sallman (Yale University Press) ISBN 978-0300063424
- Peterson, Sylvia E and Warner Sallman  Story of Sallman's  The Lord's Supper (Kriebel & Bates/Prt by Warner Press. 1950)

## Links externos
- Coleção de Arte Warner E. Sallman, Inc.
- A arte de Warner Sallman, Warner Press